# Selezioni giovanili della nazionale maschile di pallacanestro della Finlandia
Le selezioni giovanili della nazionale di pallacanestro della Finlandia sono gestite dalla Federazione cestistica della Finlandia e partecipano ai tornei cestistici internazionali per squadre nazionali, limitatamente a specifiche classi d'età.

## Universitaria
Rappresenta la selezione dei migliori atleti universitari della nazionale finlandese.

### Partecipazioni
- 1997 - 11°
- 2007 - 11°
- 2009 - 10°
- 2011 - 7°
- 2013 - 10°

- 2015 - 14°
- 2017 - 7°
- 2019 - 9°

### Formazioni
Finlandia universitaria - Pallacanestro alla XXVI Universiade - Torneo maschileNiemi, Pounds, Ahonen, Kanervo, Ojala, Nikkarinen, Toivonen, Nuutinen, Heinonen, Nenonen, Lindbom, Vanttaja, All. -
 Finlandia universitaria - Pallacanestro alla XXVII Universiade - Torneo maschileNiemi, Sandberg, Ojala, Nuutinen, Molenius, Ikavalko, Lindbom, Lehtoranta, Toivonen, Vaenerberg, Ahonen, Nikkarinen, All. -
 Finlandia universitaria - Pallacanestro alla XXVIII Universiade - Torneo maschileVaenerberg, Nikkarinen, Seppaelae, Akpaso, Palmi, Lehtoranta, Caven, Toivonen, Rajala, Lindbom, Murphy, Huolila, All. Ari Tammivaara
 Finlandia universitaria - Pallacanestro alla XXIX Universiade - Torneo maschileHirvonen, Van Andringa, Seppaelae, Lehtoranta, Hopkins, Jaervi, Odabasi, Aidoo, Palmi, Ventoniemi, Huolila, Madsen, All. Pieti Poikola
 Finlandia universitaria - Pallacanestro alla XXX Universiade - Torneo maschile4 Raitanen, 7 Alanen, 10 Jaakkola, 11 Gustavson, 14 Hirvonen, 17 Tahvanainen, 18 Jantunen, 19 Valtonen, 29 Polla, 31 Maxhuni, 32 Hopkins, 34 Aidoo,        All. -

## Under-20
Rappresenta i migliori giocatori di nazionalità finlandese di età non superiore ai 20 anni. Partecipa a tutte le manifestazioni internazionali giovanili di pallacanestro per nazioni gestite dalla FIBA.
Nel corso degli anni questa selezione ha subito alcuni cambiamenti nel nome, dovuti agli adeguamenti nelle normative della FIBA in fatto di classificazione delle categorie giovanili.
Agli inizi la denominazione originaria era Nazionale Juniores, in quanto la FIBA classificava le fasce di età sotto i 22 anni con la denominazione "juniores". In seguito, denominazione e fasce di età sono state equiparate, divenendo Nazionale Under 22. Dal 2000, la FIBA ha modificato nuovamente il tutto, equiparando sotto la dicitura "under 20" sia denominazione che fasce di età. Da allora la selezione ha preso il nome attuale.

### Partecipazioni
FIBA EuroBasket Under-20
- 1994 - 10°
- 2016 - 15°

### Formazioni
Finlandia under 22 - Campionato europeo maschile di pallacanestro Under-22 19944 Ahlbom, 5 Möttölä, 6 Muhonen, 7 Larkio, 8 Laaksonen, 9 Hautala, 10 Ailus, 11 Vekkilä, 12 Mäkelä, 13 Vertio, 14 Toijala, 15 Lang,        All. Ilkka Grönoff
 Finlandia under 20 - Campionato europeo maschile di pallacanestro Under-20 20163 Nikkarinen, 4 Hirvonen, 5 Järvi, 7 Raitanen, 8 Murphy, 9 Aidoo, 10 Saarijärvi, 11 Alanen, 12 Tahvanainen, 13 Henttonen, 14 Markkanen, 15 Nieminen,        All. Anton Mirolybov

## Under-18
Rappresenta i migliori giocatori di nazionalità finlandese di età non superiore ai 18 anni. Partecipa a tutte le manifestazioni internazionali giovanili di pallacanestro per nazioni gestite dalla FIBA.
Nel corso degli anni questa selezione ha subito alcuni cambiamenti nel nome, dovuti agli adeguamenti nelle normative della FIBA in fatto di classificazione delle categorie giovanili.
Agli inizi la denominazione originaria era Nazionale Cadetti, in quanto la FIBA classificava le fasce di età dai 16 ai 18 anni con la denominazione "cadetti". Dal 2000, la FIBA ha modificato il tutto, equiparando sotto la dicitura under 18, sia denominazione che fasce di età. Da allora la selezione ha preso il nome attuale.

### Partecipazioni
FIBA EuroBasket Under-18
- 1966 - 8°
- 1968 - 8°
- 1974 - 15°
- 1976 - 13°
- 1982 - 8°

- 1984 - 7°
- 1986 - 7°
- 1988 - 11°
- 1992 - 8°
- 2011 - 16°

- 2015 - 13°
- 2016 - 8°
- 2017 - 10°
- 2018 - 13°
- 2019 - 14°

## Under-16
Rappresenta i migliori giocatori di nazionalità finlandese di età non superiore ai 16 anni. Partecipa a tutte le manifestazioni internazionali giovanili di pallacanestro per nazioni gestite dalla FIBA.
Nel corso degli anni questa selezione ha subito alcuni cambiamenti nel nome, dovuti agli adeguamenti nelle normative della FIBA in fatto di classificazione delle categorie giovanili.
Agli inizi la denominazione originaria era Nazionale Allievi, in quanto la FIBA classificava le fasce di età dai 16 ai 18 anni con la denominazione "allievi". Dal 2000, la FIBA ha modificato il tutto, equiparando sotto la dicitura under 18, sia denominazione che fasce di età. Da allora la selezione ha preso il nome attuale.

### Partecipazioni
FIBA EuroBasket Under-16
- 1981 - 4°
- 1983 - 12°
- 1985 - 10°

- 1995 - 10°
- 2004 - 10°
- 2014 - 13°

- 2015 - 6°
- 2016 - 5°
- 2017 - 15°